# Евфимия Оломоуцкая
Евфимия Оломоуцкая (чеш. Eufemie Olomoucká; 1115—?) — оломоуцкая княжна, жена новгородского и волынского князя Святополка Мстиславича.
Евфимия была дочерью оломоуцкого князя Оты II Чёрного и его жены Софии фон Берг.
23 декабря 1143/6 января 1144 она вышла замуж за новгородского князя Святополка Мстиславича (ум. 20 февраля 1154), сына Великого князя Киевского Мстислава Владимировича. Детей у них не было.
Польский историк Дариуш Домбровский высказывает сомнение в этой версии, указывая на то, что в момент вступления в брак Евфимии было уже около 30 лет, и по тем временам это был слишком большой возраст для первого замужества. Домбровский считает, что женой Святополка могла быть её неизвестная по имени сестра.
Членом свиты и родственником Евфимии мог являться князь и воевода Шварн, оставшийся на Руси, возможно являвшийся отцом великой княгини владимирской Марии Шварновны.